# Mitanni

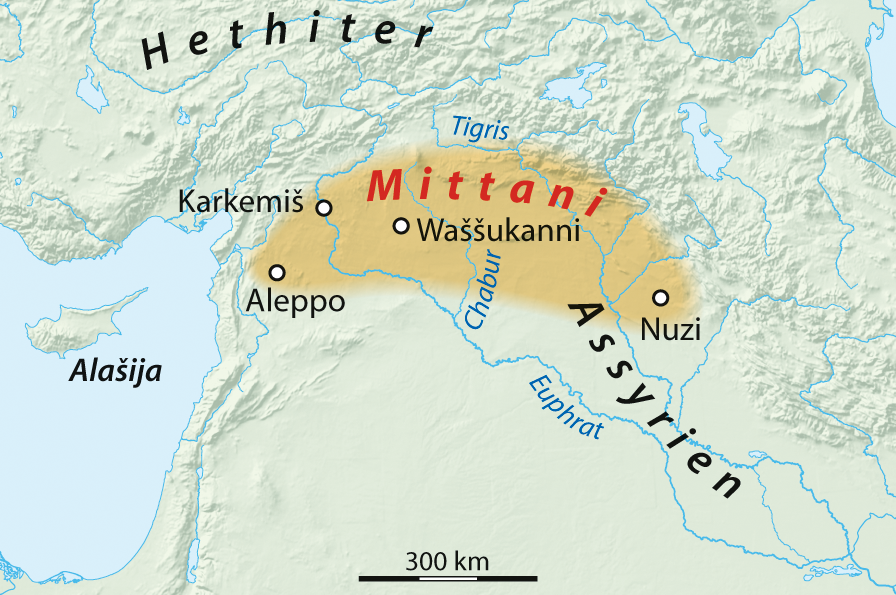
Mitanni

Mitanni vagy Mittani (akkádul Hanigalbat, ḫa-ni-gal-bat, egyiptomi nyelven Nah(a)rin, hettita ékírásban KURURUmi-ta-an-ni, KURURUmi-it-ta-ni, 𒆳𒌷𒈪𒋫𒀭𒉌 esetleg KURURUḫurri) egy ókori mezopotámiai államalakulat volt, amely az i. e. 15. században szerveződött meg, az i. e. 14. században élte fénykorát, az i. e. 13. században pedig szétesett területeit hajdani vazallusa, a Középasszír Birodalom kebelezte be. Virágkorában kiterjedt szövetségi kapcsolatokat ápolt az egyiptomi újbirodalommal. A hurrik alapította Mittani birodalmat kezdetben Hani-gal-bat majd Kur-Uru-Mit-Anni néven ismerték.

## Neve
A ma általában Mitanni néven ismert államalakulat neve az ókori forrásokban rendkívül sok alakban fordul elő. Ennek oka az, hogy bár az akkád nyelv és az az akkád ékírás az i. e. 2. évezredben a nemzetközi diplomáciai nyelv és írás szerepét játszotta, a neveket a levelező és szerződő felek többnyire a saját nyelvük kiejtése és annak ékírásban kifejezhető leírása szerint alkalmazták. Sokszor azonban még ezt sem következetesen.
Mitanni területét az asszírok a legkorábbi időktől Ḫanigalbat néven ismerték. Ennek is ismertek változatai, mint a Ḫabilgalbat. I. Tukulti-apil-ésarra dokumentumaiban KUR mi-ta-a-ni, illetve egy vadbikavadászatról szóló feliratában KUR mi-ta-ni.
I. Suttarna és Saustatar levelezésében ma-i-ta-ni, ma-it-ta, de alternatívaként megjelenik a matḪanigalbat is. Az Amarna-levelekben KURMi-ta-an-ni (EA#21), KURMi-i-ta-an-ni (EA#23), KURMi-i-ta-a-an-ni (EA#22), KURMi-i-it-ta-an-ni (EA#19) és KURMi-it-ta-a-an-n[i] (EA#28) fordul elő.
A hettita iratokban KURURUMi-it-ta-an-ni vagy Mi-ta-ni a legáltalánosabb, de megjelenik a KURURUḪurri, a KUR.KURmeš/ḫi.a(URU)Ḫurri és a Hanikalbat is. Hettita személynevekben is gyakran előfordul, mint mmi-it-tan-na-A.A, mmi-it-tan-na-mu-u-u̯a, mmi-it-tanan-na-mu-u-u̯a, mmi-it-ta-an-na-mu-u-u̯a. Ezek a nevek azt jelentik luvi nyelven, hogy „Mitanni ereje”, vagy „Mitanni erős”.
Az egyiptomi forrásokban Nah(a)rina/Naḫrinna a megnevezése. Mitanni bukása után újra a Ḫanigalbat elnevezés terjedt el, amelyet az asszírok Mitanni teljes fennállása alatt használtak a térség megnevezésére.

## Elhelyezkedése
Mitanni törzsterülete az Eufrátesz és a Tigris felső folyása között, Asszíria területétől északra, Anatólia déli határán feküdt. Fővárosuk Vassukanni, ősi kurd város, jelentése: „jó forrás”. Sok történész a főváros nevéből adódóan a kurdokkal kapcsolja össze ezt az ókori államalakulatot. Az állam legnagyobb kiterjedése idején magában foglalta Asszíria területét, és számos szíriai vidéket ellenőrzött, illetve befolyása alatt tartotta az Eufrátesz felső folyásának vidékét (Isuva) és Kilikiát (Kizzuwatna) is.

## Társadalma
Mitanni területére az i. e. 3. évezred végén vándoroltak be a hurrik több hullámban. Nyelvük ismeretlen, az általános vélekedés szerint a kaukázusi nyelvek közé tartozott. A hurri népességet valamikor a története során indoeurópai hatás is érhette, ugyanis panteonjuk és uralkodóik nevei ilyen eredetűek. Ezt korábban azzal magyarázták, hogy egy indoárja katonai arisztokrácia települt a hurrikra, ez az elméletet azonban mára jobbára túlhaladottá vált. Önmagában a védikus istennevek (Indra, Varuna, Násatja, Asvinok) még nem jelentenek közvetlen kontaktust sem, nemhogy népességcserét, vagy az uralkodóréteg etnikai-nyelvi kicserélődését, hiszen a hurrik betelepülése és a Védák keletkezése között legalább egy évezred telt el (és a Védák az újabbak), és a Véda-árják panteonjának eredetéről semmit sem tudunk. A hurrik biztosan nem voltak árják.
A hurrik történeti jelentőségét régebben abban látták, hogy ők honosították volna meg Mezopotámiában a háziasított lovat. A mezopotámiai régészet mai állása szerint azonban lovak már a legkorábbi sumer korban is voltak, de az indoárja lótenyésztésről alkotott előítéletek miatt korábban minden lóalkatú csontleletet egyszerűen vadszamárként írtak le. Anittasz i. e. 18. századi Szalativara ellen indított hadjáratában már 40 harci szekér vett részt. Tény, hogy idejükben jelent meg tömeges használatban a harci kocsi. Ennek olyan nagy jelentősége volt, hogy a harci kocsizó nemesség, a marjannu réteg alkotta a társadalom gerincét, amelyik örökölhető szolgálati birtok fejében katonai szolgálattal tartozott a királynak. Hurri eredetű az a Hatti területén talált szöveg, amit Kikkuli írt a lótenyésztésről és -kiképzésről.
A hurrik olyan mértékben vették át az akkád ékírást, hogy ebből fontos kulturális és gazdasági centrumra lehet következtetni. Az írást asszír közvetítéssel sajátították el. A hurri nyelv és egyáltalán a hurri kultúra elemeinek megfigyelhető terjedése is ez irányba mutat.
A király és a királyné a hettitákhoz hasonló sajátos szerepet tölthetett be a társadalomban, hatalmuk – a többi nomád vándorló eredetű társadalomhoz hasonlóan – nem volt olyan kiemelkedő, mint a despotikusabb, régóta letelepedett társadalmakban. A király és a marjannu réteg között úgy tűnik, nem volt egy szűkebb örökletes arisztokrácia, csak a király néhány kinevezett főhivatalnoka. Ilyen volt először is a sákin máti és a sukallu, két meghatározhatatlan feladatkörű miniszter. Léteztek még a halzuhlu nevű, talán erődparancsnok tisztviselők, és az általában „polgármester”-nek fordított hazannuk. Ez a társadalmi szerkezet mindenekelőtt a birodalom keleti felére, Arrapha környékére volt jellemző, innen rendelkezünk több forrással. A nyugati rész is hasonló lehetett, de ott ismerünk példát vazallus fejedelemre is, például az alalahi Idrimi esetén. A birodalom kiteljesedésével a marjannu nemesség szolgálati birtoka egyre inkább valódi földtulajdonná alakult.
A gazdálkodás hasonlít a palotagazdaság felépítésére. Nuzi nagy részét a palota foglalta el, amelynek nagy számú állami rabszolgája a környező falvakban lakott. Minden állami alkalmazott és a szabad kézművesek is a palota alárendeltségébe tartozott. A földtulajdon formailag a faluközösségeké volt, de i. e. 1500 körül már megindult a parcellák tömeges felvásárlása. A magánbirtok azonban „papíron” még nem létezett, ezért az ingatlanok vásárlásait fedőügyletekkel álcázták. Érdekes kitételei vannak egyes „örökbefogadási” és „örökségkiadási” szerződéseknek, melyek szerint az „örökbefogadót” terhelik továbbra is a földdel járó kötelezettségek. Ez azt mutatja, hogy az eladott föld révén szinte feudális függésbe került a parasztság. Ismert olyan személy ekkorról, akit több mint százötvenszer fogadtak örökbe, és adták ki „részét” az örökségből.
A zálogügyletek lejárati határidejét akár 200 évben is megszabhatták, és a kölcsönök kamatai általában 30% körül mozogtak.

## Története
Mitanni politikatörténetéről csak külső forrásból rendelkezünk adattal. Dacára a feltehető rendkívüli műveltségnek, az állam törzsterületeiről eddig semmilyen egykorú írásos emlék nem került elő, ami összehasonlítható lenne az Amarna-levelekkel, a hattuszaszi levéltárral, Mári, Ebla, Assur, Ninive vagy bármelyik belső mezopotámiai település írásos forrásaival. Talán ha egyszer Vassukanni előkerül, változhat a helyzet. Addig azonban csak hettita, asszír és egyiptomi források vannak. Ez alól csak az Arrapha tartomány Nuzi (ma Yorgan Tepe) nevű erődítményéből előkerült több ezer irat kivétel. Nuzi Mitanni legkeletibb részén terült el, változóan asszír, babiloni, kasszita vagy hurri fennhatóság alatt volt. A kérdéses iratok akkád nyelvűek, de írnokaik nem akkád anyanyelvűek voltak, amint ezt jellegzetes hibáik elárulják.
Annyi bizonyos, hogy Hanigalbat térségében az i. e. 18. században még nem létezett hurri állam. Ekkoriban Észak-Szíriában Jamhad, Hanigalbatban pedig Asszíria gyakorolta a főhatalmat. A hurri bevándorlók súlyosan meggyengítették a Hettita Óbirodalmat, és a helyén keletkező hatalmi űrt kihasználva megvetették a lábukat a térségben. Ezzel egy időben az Eufrátesz nagy kanyarjától északra elterülő anatóliai vidékek és a Tigris felső szakaszának megszállásával elszakították Asszíriától a kereskedő kolóniákat, ezzel meggyengítve az asszírokat.
Kulturális hatásuk a hettita mitológiában sokáig éreztette hatását. Letelepedésüket és államalapításukat nagy mértékben megkönnyítette a zavaros mezopotámiai helyzet is, ahol Babilon trónját a II. tengerföldi dinasztia foglalta el, miután I. Murszilisz megdöntötte az Óbabiloni Birodalmat. I. e. 1595-ben (középső kronológia) Murszilisz még minden ellenállás nélkül vonult át a hurrita területeken. Murszilisz meggyilkolásával azonban a hettita óbirodalom összeomlott, és utat nyitott a hurrita államnak. Az i. e. 16. században Babilon, Asszíria és Hatti is meggyengült tehát, és ezzel a térség vezető hatalma Mitanni és a Tengerföld (Mát-Támti) lett. Asszíria elveszett Babilon számára, de ezt az asszírok éppen a hurriták és a turuqu törzsek jelenléte miatt nem tudták kihasználni. Az első hurrita államot valószínűleg egy Kirta nevű törzsfő alakította, i.e. 1600 körül azon a területen, melyet már korábban Hanigalbatnak neveztek.
A hurrik messze délre is eljutottak: az ékírásos források eddig egységesen Kinahhi (Kinaḫḫi) vagy Kinahna néven emlegették Palesztinát és Dél-Szíriát, ettől kezdve azonban három részét emlegették, északi részét Huru néven, középső része Retenu, déli része pedig Dzsáhi.
A hurrikat az i. e. 15. században kezdte egységesíteni Parattarna és Saustatar (vagy Saussatar). Az i. e. 1480 körül ténykedő Parrattarna már komoly szíriai befolyással bírt: Alalah ura, Idrimi hűségesküt tett neki. Saustatar idején Mitanni Észak-Szíriától Asszírián át Arrapha városáig terjedt a befolyási övezet. Asszíria ekkor félig önálló államalakulat volt, Mitanni királya „követeket” (sukallu) tartott Assurban, akik nemcsak a városi tanács tagjai voltak, de az asszír közigazgatás legfontosabb tisztségét, a limmut is betöltötték. Asszíria hanyatlásának több oka volt: fentebb említett kereskedelmi hálózatának összeomlása a legfontosabb, északnyugaton Kanis környékét a hettiták zárták el, a délnyugatit pedig Mitanni. A kereskedelmi útvonalak áthelyeződtek délebbre, Vassukannin keresztül haladtak. Saustatar összetűzésbe keveredett Egyiptommal is. III. és IV. Thotmesz több hadjáratot indított Mitanni ellen, mire Saustatar végül békét kötött. Az elkövetkező időszakban a két nagyhatalom rendkívül jónak mondható viszonyt ápolt.
Az i. e. 15–14. század két nagy hódítója volt I. Artatama és II. Suttarna, mégis az ő idejükben Mitanni hatalma már szembetűen meggyengült. Suttarna III. Amenhotep egyiptomi fáraó apósa volt, leányát el kellett küldeni az egyiptomi hárembe, és a leány nem lett főfeleség sem. Mind az asszírok, mind a babiloniak folytonosan lázongtak Mitanni hegemóniája ellen.
Őket egy Tusratta nevű bitorló követte, aki a trónviszályban nem tudta megőrizni hatalmát. A harcba, mely során Tusratta életét vesztette, az I. Szuppiluliumasz hettita király alatt új erőre kapó hettiták és az asszírok is beavatkoztak, sőt Asszíria foglalta el Mitanni területeinek nagy részét. Ekkor esett két részre a hajdan virágzó állam: Tusratta fia, Sattivaza a hettiták hűbérese lett, de a terület egy részét a függetlenedő asszírok tették vazallusukká.
Utódállamként, valószínűleg hurri népességgel, Hanigalbat létezett a térségben, amelynek maradványait I. Adad-nirári hódította meg, és olvasztotta birodalmába.

## Kultúra

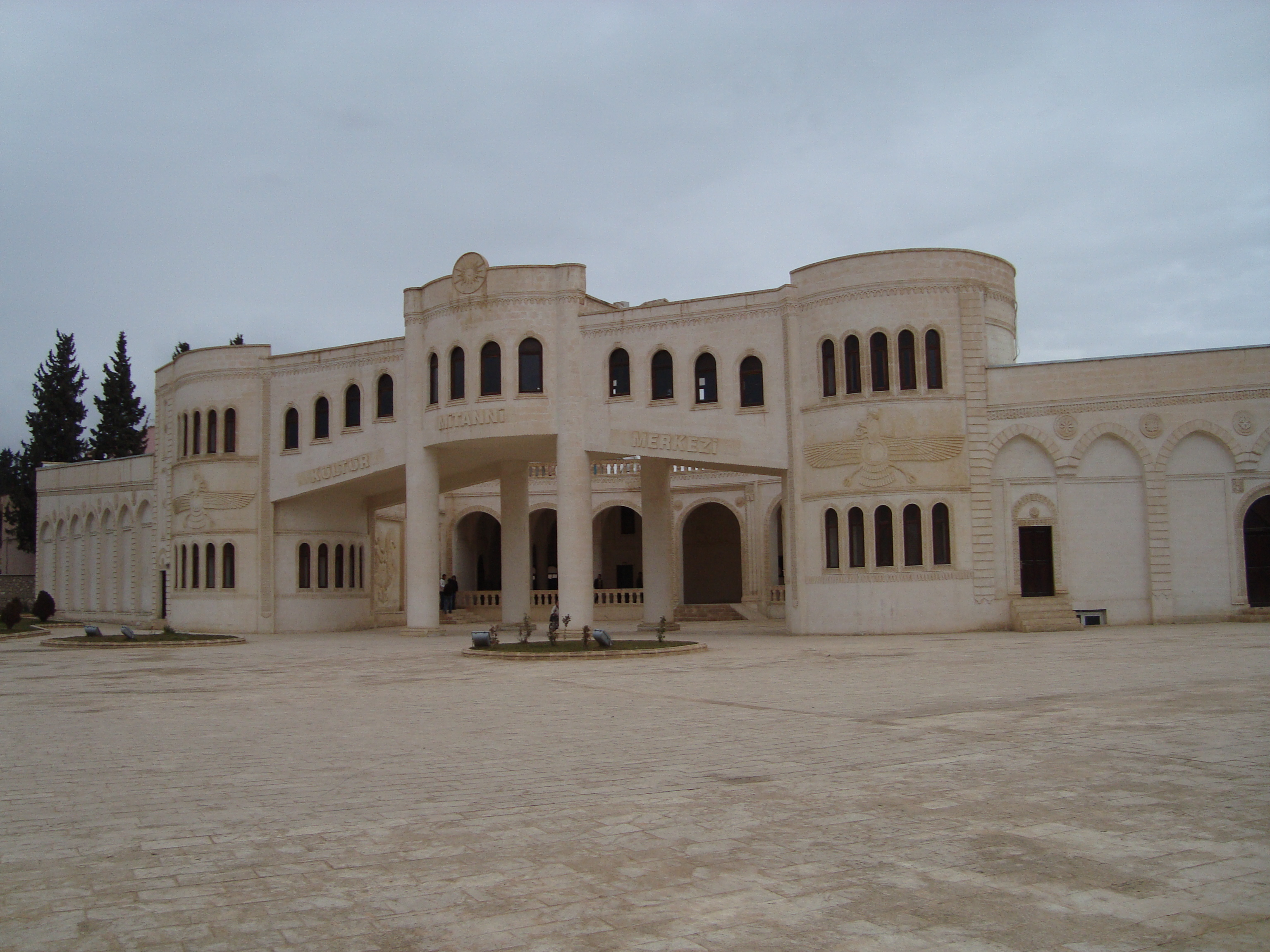
Mitanni kultúrájának háza az ókori Niszibisz (ma Nusaybin) városában

Mitanni kultúrájáról meglehetősen keveset tudunk. A hurri állam is átvette az ékírást, azonban forrásokkal csak a perifériákról (elsősorban Nuzi városából) rendelkezünk, ráadásul ezek is akkád nyelven íródtak. Némi meglepetésre óbabiloni (euphratészi akkád) nyelvjárásban íródtak, az óasszír (tigris-menti akkád) csak nyomokban fedezhető fel benn. A névanyag az egyetlen, ami magára a hurri nyelvre utal. Csak kevés hurri nyelvű szöveg maradt ránk, így egy Amarna-levél, valamint néhány Ugaritban és Hattuszaszban talált tábla. A nuzi levéltár az arraphai uralkodó tulajdonában volt, akinek bár Arrapha volt a székhelye, de Nuzi gyakori tartózkodási helye volt. Nuzit a levéltár keletkezése idején egy nő kormányozta, ami nagyon szokatlan jelenség az ókorban.
Nyelvük a hurro–urartui nyelvcsaládba tartozik. A nuzi levéltár egy herceg vagy egy palotai alkalmazott (a „király fia”) mintegy 5000 darab okmányát tartalmazta.
A hurri istenvilág a hettitához volt hasonló – bár Arinna város Napistennőjét nem ismerték el –, de kevésbé jelentős isteneik között már indoárja eredetűnek tartottak is felbukkantak, mint Mitraszil (vö. Mithrász), Arunaszil (vö. Varuna) és Indar (vö. Indra). A hurri panteon feje Tesub viharisten volt, ami gyakorlatilag megegyezik a legkorábbi hettita elképzelésekkel (Tarhuntasz). A hurri mitológia legfontosabb istenei nem az árja eredetűnek tartott (de minden más árja mitológiánál évezreddel korábbi) istenségek, hanem a hettita, asszír és akkád istenekkel párhuzamba vonható istenek.
Arraphában a ninivei Istárt tisztelték.